# Ri Hyong-mu
Dans ce nom coréen, le nom de famille, Ri, précède le nom personnel.
Ri Hyong-mu (en hangeul : 李洪滿), né le 4 novembre 1991, est un footballeur international nord-coréen. Il joue actuellement avec le Sobaeksu SC au poste de défenseur.

## Carrière
Ri commence sa carrière au plus haut niveau nord-coréen avec le Sobaeksu SC. Il est d'abord sélectionné avec l'équipe de Corée du Nord des moins de 20 ans avec laquelle il dispute trois matchs. Le 29 février 2012, il est sélectionné par Yun Jong-su dans le cadre d'un match contre le Tadjikistan.